# Мамедов, Алинияз
Алинияз Мамедов (азерб. Eliniyaz Məmmədov, род. 2 мая 1955, Татяноба, Масаллинский район, Азербайджанская Республика) — доктор медицинских наук, профессор.

## Жизнь
Мамедов Алинияз Али оглы родился 2 мая 1955 г. в селе Татяноба Масаллинского района Азербайджанской Республики в семье интеллигенции. В 1972 г. окончив Масаллинскую городскую среднюю школу № 3, в том же году поступил в лечебно-профилактический факультет Азербайджанского Государственного Медицинского Института имени Н.Нариманова. В 1975 г., ещё будучи студентом, приступил к трудовой деятельности в Клинике торакальной хирургии города Баку на должности медбрата.
После окончания института в 1978 г. с отличием, в 1978—1979 гг. проходил интернатуру в Бакинской городской клинической больнице срочной и неотложной хирургии по специальности хирургия. В 1979—1985 гг. по назначению Министерства Здравоохранения работал в Джалилабадской центральной районной больнице в отделении хирургии сначала в качестве врача-ординатора, а впоследствии заведующего отделением. В 1981 г. в течение 6 месяцев проходил курс повышения квалификации по хирургии в городе Харькове. Алинияз Али оглы Мамедов в 1985—1987 гг. проходил 2-годичную ординатуру по специальности хирургия в Азербайджанском Государственном Медицинском Институте имени Н.Нариманова. После завершения клинической ординатуры в том же году (1987) поступил в аспирантуру в Азербайджанском Государственном Медицинском Институте имени Н.Нариманова.
В 1989 г. защитив кандидатскую диссертацию, окончил аспирантуру досрочно (в течение 1 года 6 месяцев). В 1989 г. решением Ученого совета Азербайджанского Государственного Медицинского Института имени Н.Нариманова принят на должность ассистента на кафедре хирургических болезней, впоследствии поднявшись до должности доцента данной кафедры. В 1990—1992 гг. работал на должности заместителя декана в Азербайджанском Государственном Медицинском Институте имени Н.Нариманова.
С 1992 по 1994 гг. работал в качестве хирурга в одном из зарубежных стран по приглашению. С 1995 по 1999 гг. работал в Республиканской Клинической Больнице имени академика Миркасимова сначала в качестве врача-ординатора, а в последующем на должности заведующего отделением. С мая 1999 г. по настоящее время работает на должности ведущего научного сотрудника, заведующего отделением желудочно-кишечной хирургии Республиканского Научно-Хирургического Центра имени академика М.Топчубашова, а с 2012 г. избран по конкурсу на должность главы отделения хирургии печени, желчных путей и поджелудочной железы, которую занимает по настоящее время. В 2005 г. он, защитив докторскую диссертацию в городе Москве, удостоился ученой степени доктора медицинских наук Российской Федерации. В 2007 г. его диплом был признан Высшей Аттестационной комиссией при Президенте Азербайджанской Республики и ему также присвоена ученая степень доктора медицинских наук Азербайджанской Республики. В 2014 г. решением Высшей Аттестационной Комиссии при Президенте Азербайджанской Республики ему присвоено ученое звание профессора.
С 1996 г. является членом Партии Ени Азербайджан В 2006—2007 гг. работал на должности главврача в Научно-Хирургическом Центре имени Топчубашова.
Алинияз Мамедов с 2006 г. является академиком Лазерной Академии Наук России, а с 2017 г. — Международной Академии Наук.
Профессор Алинияз Мамедов является членом экспертного совета по медицине Высшей Аттестационной Комиссии при Президенте Азербайджанской Республики.

## Семья
Женат, имеет трех дочерей, одного сына, шесть внуков (Ильхам, Канан, Мурад, Мелек, Зия, Эльмир).
Жена Мамедова Рена Ибрагим кызы работает учительницей в средней школе. Старшая дочь Мамедова (Маилова) Айгюн врач по специальности, защитила ученую степень, является доктором философии по медицине; 2-я дочь Мамедова Улькер по профессии стоматолог, работает преподавателем в медицинском колледже; 3-я дочь Мамедова (Абдуллаева) Ульвия окончила Музыкальную Академию имени У.Гаджибекова с отличием, работает преподавателем фортепиано в музыкальной школе; сын Мамедли Али (1997) в настоящее время получает высшее образование в одном из самых передовых университетов Рима в Италии.
Отец Мамедов Али Мамедсалах оглы (1908—1994) был одним из уважаемых старейшин района, работал на различных должностях.
Мать Мамедова Джейран Наджаф кызы родилась в 1912 г., умерла в 1990 г.
В достижении профессором Алиниязом Мамедовым успехов в жизни большую роль сыграл его старший брат Алигусейн муаллим.

## Научно-педагогическая деятельность
Алинияз Мамедов в 1987 г. поступил в аспирантуру Азербайджанского Государственного Медицинского Института имени Н.Нариманова в городе Баку. В 1989 г., защитив кандидатскую диссертацию на тему «Эндолимфатическая комплексная медикаментозная терапия в коррекции нарушений микроциркуляции и детоксикации организма при распространенном перитоните» до истечения срока аспирантуры, досрочно был удостоен ученой степени кандидата медицинских наук.
После окончания аспирантуры Алинияз Мамедов работал на должности ассистента, а впоследствии доцента на кафедре хирургических болезней Азербайджанского Государственного Медицинского Института имени Н.Нариманова.
В 2005 г. по направлению Высшей Аттестационной Комиссии защитил в городе Москве докторскую диссертацию на тему «Использование магнито-ИК лазерного излучения в профилактике и комплексном лечении почечной недостаточности при механической желтухе неопухолевого генеза».
В 2007 г. его диплом был признан Высшей Аттестационной комиссией при Президенте Азербайджанской Республики и ему присвоена ученая степень доктора медицинских наук Азербайджанской Республики.
С 2007 г. приняв непосредственное участие в формировании и организации кафедры хирургических болезней Университета Одлар Юрду, долгое время занимал должность заведующего данной кафедрой.
С 2013 г. является профессором кафедры хирургических болезней Азербайджанского Государственного Института Усовершенствования Врачей имени А.Алиева.

## Книги и основные научные труды
Профессор Алинияз Мамедов является автором более 100 научных трудов, 4 монографий, 1 учебника, 4 учебных пособий и учебно-методического пособия, 4 изобретений и рационализаторских предложений, 4 методических рекомендаций, нескольких научно-массовых статей. Многие научные труды опубликованы в зарубежной прессе.

## Практическая деятельность
Профессор Алинияз Мамедов во время хирургической операции.

Профессор Алинияз Мамедов около 40 лет как занимается практической хирургической деятельностью. До настоящего времени им выполнено порядка 10000 операций самого разного характера. Для повышения уровня своей профессиональной подготовки он проходил курсы по повышению квалификации в ряде стран постсоветского пространства и Европы. Алинияз Мамедов с большим успехом проводит сложнейшие реконструктивные операции на желудке, кишечнике, печени, желчных путях, поджелудочной железе и др. органах. 

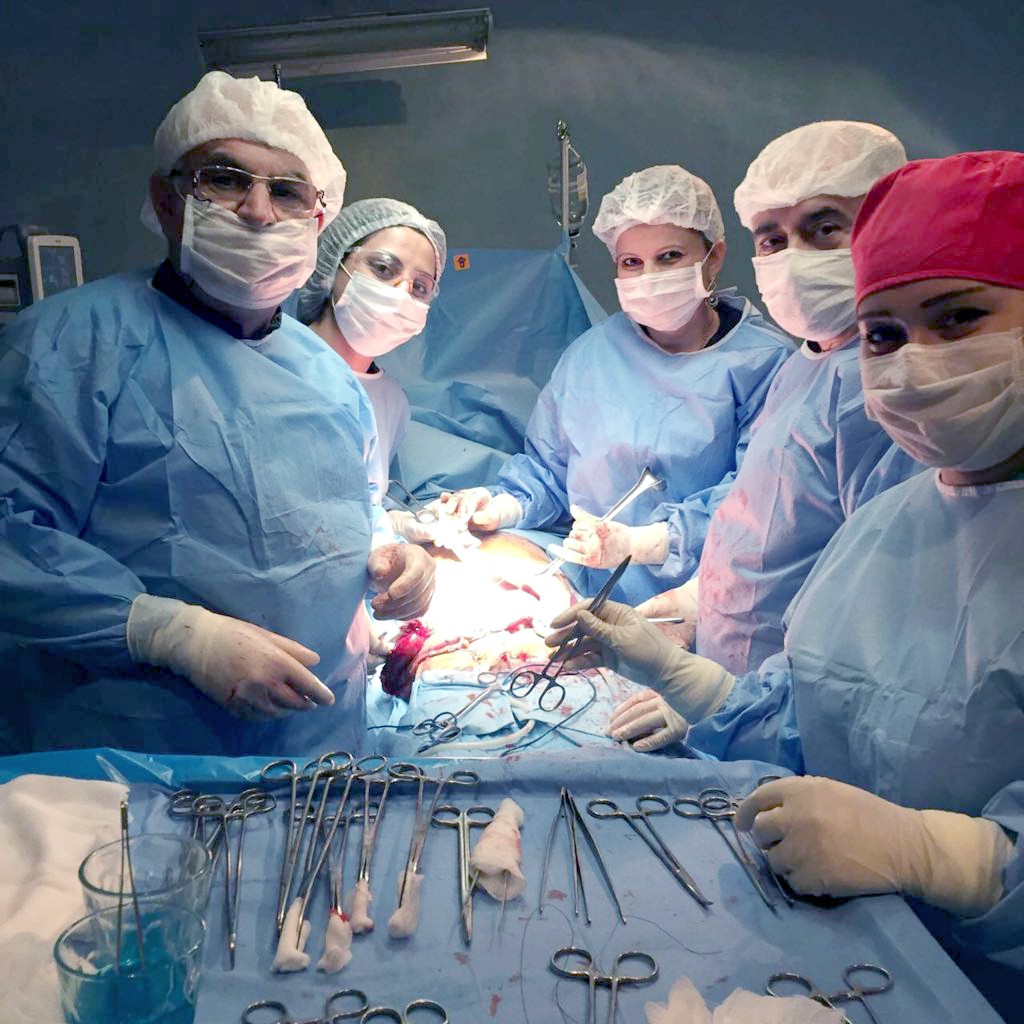

В руководимом им отделении хирургии печени, желчных путей и поджелудочной железы реконструктивные операции при самых различных хирургических заболеваниях печени, а также сложных патологиях желчного пузыря и желчных путей, в частности, поражениях желчных путей, проводятся с большим успехом. Профессор Алинияз Мамедов является одним из ученых, обладающих большим опытом в хирургическом лечении добро- и злокачественных образований желудка и кишечника. Существует очень большая армия воспитанных им врачей в этой области.
Принимая во внимание заслуги выдающегося ученого Алинияза Мамедова, в 2015 г. был официально отмечен его 60-летний юбилей, проведена 2-дневняя научно-практическая конференция республиканского масштаба, посвященная этому юбилею.